# Орбетело
Орбетѐло (на италиански: Orbetello) е град и община в централна Италия, провинция Гросето, регион Тоскана. Разположено е на 3 m надморска височина, на брега на Тиренското море. Населението на общината е 14 675 души (към 2013 г.).